# ناحية دكا
ناحية دكا منطقة في وسط بنغلاديش، وهي الناحية الأكثف سكانا في البلاد. وهي جزء من إقليم دكا. وتقع دكا، عاصمة بنغلاديش، على الضفاف الشرقية لنهر بوريغانغا الذي يتدفق من توراغ إلى الجنوب من الناحية. وتبلغ مساحة دكا حوالي خمس مساحة الناحية، وهي المركز الاقتصادي والسياسي والثقافي للناحية وسائر البلاد.